# Red Faction II
Pour les articles homonymes, voir Red Faction (série).
Red Faction II est la suite de Red Faction, et se déroule cette fois-ci sur Terre, et non plus sur Mars. Le jeu suit l'histoire d'un groupe de Super-soldats dont fait partie le joueur, nommé Alias. Ces soldats ont été physiquement améliorés par une technologie secrète, créée sur Mars. Red Faction II a été développé par Volition, Inc. et édité par THQ en novembre 2002 pour PS2 puis en juin 2003 sur PC, GameCube et Xbox.
Le jeu incorpore des améliorations par rapport à l'opus précédent : possibilité d'utiliser deux armes à la fois, exagération de la puissance des armes de démolition et meilleur débit de trame. Cependant, des points négatifs sont également présents : les niveaux ne sont plus inter-connectés, il n'est plus possible de déplacer les corps et les armes ne sont plus regroupées – ce qui tend à rapprocher le jeu de l'arcade. De plus, le Geo-Mod est encore moins exploité dans les villes terriennes de Red Faction II que dans les sous-sols martiens du premier opus. Globalement, le jeu a été mal reçu par les critiques[réf. nécessaire].

## Trame

### Histoire
Red Faction II, comme son prédécesseur, trouve ses bases dans l'organisation terroriste historique Fraction armée rouge. Le scénario est aussi mieux rendu que dans son prédécesseur.
Quelque temps après les événements de Red Faction sur Mars, les travaux commencés par Capek concernant la nanotechnologie furent réclamés par la Flotte de Défense Terrestre (FDT). Avec cette technologie militaire avancée, la FDT commença la restructuration de la Corporation Ultor, en particulier son armée, avec des Super-soldats et un armement approprié. Cependant, les travaux de recherche menés par Capek dans son laboratoire furent volés par des militants, puis par des organisations terroristes. Cela a perduré pendant des années ; les recherches ont changé de mains de nombreuses fois dans le milieu criminel, jusqu'à ce qu'un jour sur Terre, la République du Commonwealth réclame ces recherches.
Le joueur entre dans le rôle d'un expert en démolition (nom de code Alias), alors qu'il se trouve dans une mission des Forces spéciales, pour récupérer les recherches volées sur la nanotechnologie (plus précisément, la Nanocellule). La mission est un succès, et Victor Sopot, Chancelier de la dystopique Occupation militaire du Commonwealth, peut commencer les premières applications des nanotechnologies sur les humains (Alias inclus). Celui-ci désire améliorer ses forces militaires, et parvient avec succès à créer les premiers Super-soldats. Il en crée 2 000, tous plus forts et plus intelligents que n'importe quel autre soldat. Mais il va rapidement craindre le potentiel de ces nouvelles unités, et demander leur extermination, pour les remplacer par des mutants beaucoup moins intelligents, mais tout autant résistants. Ces mutants sont connus sous le nom de « Processed » .
Une petite partie des Super-soldats ayant survécu à l'extermination de Sopot, s'est regroupée pour former « L'Escadron ». Trahis par leur mère-patrie, ils s'enfuient vers les communautés militantes clandestines, et rejoignent la Red Faction, en tant que mercenaires. La Red Faction, à ce moment de l'histoire, est un mouvement de résistance bien organisé et fortement opposé à l'autorité de Sopot, et aux principes du Commonwealth. L'Escadron poursuit Sopot et neutralise toute opposition se trouvant sur sa route, alors que la Red Faction entame un conflit dans les rues, dans un soulèvement mutuel contre l'Occupation. Durant les premiers niveaux, la Red Faction et l'Escadron se soutiennent mutuellement afin d'atteindre leurs objectifs communs, qui incluent la minimalisation des pertes civiles et la neutralisation des moyens de propagande. La victoire est remportée, lorsque l'Escadron piège Sopot dans son silo à missiles, et l'anéantit dans les flammes d'un ICBM, que Sopot avait prévu d'envoyer sur sa ville, pour couvrir sa fuite et pour exterminer les membres de la Red Faction présents (et ainsi amoindrir la détermination des autres groupes militants).
Un profond retournement de situation se produit ensuite. Alias revient au quartier général de la Red Faction, et découvre que tous leurs membres ont été brutalement assassinés. Molov lui explique que, grâce à la mort de Sopot et les recherches sur la nanotechnologie en sa possession, les forces militaires de l'Occupation lui ont juré allégeance, faisant de lui le nouveau dictateur. Alias et Tangier s'y opposent, c'est pourquoi Molov les déclare ennemis d'État. Le leader de la Red Faction sur Terre, Echo, est également présent. Celui-ci veut les convaincre, que son organisation n'a pas pour but d'abuser de l'Escadron dans son alliance contre l'Occupation. Il essaie de leur expliquer que le but premier de la Red Faction est d'apporter la paix et la démocratie. Molov, enragé, rétorque que le retour de la paix signifierait l'annulation des objectifs de ses soldats (occupation militaire du territoire, maintien de l'ordre, etc.). Au moment où Molov s'apprête à tirer sur Echo, Tangier active sa tenue de camouflage et prend Molov en otage. Alias et Echo s'enfuient alors, suivis par Tangier, et se fixent un point de rendez-vous plus discret, afin de trouver un plan pour stopper Molov et son armée de mutants nanotechnologiques. Les autres membres de l'Escadron, des Super-soldats prêts à mourir pour Molov, partent à la poursuite des trois fugitifs.
Séparés, les fugitifs travaillent chacun de leur côté. Alias apporte son aide aux survivants de la Red Faction, alors qu'ils se défendent contre l'armée de Molov. Pendant que Tangier s'embarque dans une opération d'infiltration pour en savoir plus sur les plans de Molov, Alias et Echo se rejoignent dans un lieu secret pour discuter d'un plan, afin de stopper les agissements de Molov. À ce moment, Echo est brutalement tué par un projectile de railgun ; Quill défie Alias dans un duel à mort. Alias la poursuit  dans une Cathédrale abandonnée, où Quill et son détachement de soldats et de Processed ouvrent le feu sur Alias. Il parvient à se frayer un chemin jusqu'à l'intérieur de la cathédrale, et tue Quill. Alias récupère son arme spécialisée comme un trophée.
Tangier contacte Alias par radio peu après, et les deux personnages se mettent d'accord pour détruire le laboratoire nanotechnologique, situé à l'intérieur de la colossale statue de Sopot. Une fois sur place, les deux Super-soldats se séparent pour un effet maximum. Repta fait alors son arrivée, ralentissant les efforts d'Alias grâce à sa puissance de feu, les Processed, ainsi qu'une nouvelle création de Molov : des Processed de seconde génération, encore plus forts et plus résistants que les premiers. Alias poursuit Repta dans le centre industriel, situé à la base de la statue de Sopot. La zone est un dédale de passerelles et de couloirs, où Repta a l'avantage du terrain, et peut canarder Alias avec son lance-grenades multiple. Alias parvient à vaincre Repta, en le faisant tomber depuis une passerelle dans une salle de production irradiée. Alias récupère l'arme, avant de poursuivre sa progression dans le complexe industriel. Il parvient à détruire les trois générateurs, mais les dommages qu'il a causé ont affaibli les fondations, et rendent la structure de la statue instable.
Alias rencontre à nouveau Repta, qui a survécu au combat, et qui est pris d'une rage sanguinaire. La nanotechnologie présente dans Repta a subi une nouvelle amélioration (dans la salle de production où il est tombé), le rendant instable, mais amenant ses capacités de combat à leur paroxysme. Transformé en une véritable machine à tuer, il appelle en plus les renforts de l'élite nanotechnologique de Molov. Qui plus est, le corps de Repta contient maintenant un champ d'énergie qui perturbe toute nanotechnologie alentour, inversant les commandes de mouvement du joueur (clavier et souris), au moment où il s'y attend le moins. Alors qu'Alias triomphe une fois de plus de Repta, le champ d'énergie contenu dans son corps atteint un seuil critique, le faisant violemment exploser.
Alias et Tangier se rencontrent une fois de plus, et se lancent à la poursuite de Molov, qui escalade la statue de Sopot. Durant la poursuite, le plus puissant des officiers de Molov entame une contre-attaque, dans le but de ralentir les deux Super-soldats. Molov a sur lui la Nanocellule – la synthèse intégrale des recherches de Capek sur les nanotechnologies – et attend de s'en aller avec le vaisseau de Shrike. Dans un renversement de situation ironique, Shrike trahit Molov, déclarant qu'il a commis une grave erreur de jugement. Tangier parvient à récupérer la Nanocellule, et utilise une grenade pour couvrir sa fuite, alors qu'elle plonge la tête la première dans le vide, depuis le pont d'observation de la statue.
Molov, désespéré de combattre autant d'ennemis et de traîtres, monte à bord d'une armure de combat et se lance dans un combat frénétique contre Alias. Shrike, à bord de son vaisseau, patrouille la zone avec vigilance. En utilisant le caractère destructible de l'environnement, Alias parvient à échapper à la ligne de mire de Molov, et lance une contre-attaque, qui en plus de détruire une fois pour toutes Molov, achève de fragiliser l'infrastructure. Alors que la statue s'effondre sous son propre poids, Shrike arrive juste à temps pour sauver son coéquipier Alias.
À partir de ce point, l'histoire se termine selon quatre voies, compte tenu du score d'héroïsme du joueur (score inscrit dans le profil du joueur) :
- D'après la meilleure fin, Alias est décoré pour actes d'héroïsme, et accepte un poste de consultant dans le nouveau gouvernement de la Red Faction, Tangier est sauvée et élue Chancelière du Commonwealth, et Shrike devient un pilote de la flotte aérienne civile.
- D'après la bonne fin, Alias accepte un poste de consultant dans le nouveau gouvernement de la Red Faction, et lorsqu'il prend sa retraite, ses Mémoires restent sur la liste des best-sellers pendant dix-sept semaines, et sont adaptées en jeu vidéo. Tangier se rend sur Mars et devient consultante en Sécurité à Ultor, et Shrike devient un artiste de cirque, dans un parc à thème construit sur les restes de l'île de Sopot.
- D'après la mauvaise fin, Alias est déclaré coupable d'homicide involontaire puis condamné à mort, Tangier est repéchée par une péniche et tombe amoureuse du capitaine. Actuellement, elle vit heureuse avec son mari, ses deux enfants, ses quatre chiens et trois chats. Shrike a été exilé du Commonwealth, puis tué alors qu'il transportait une cargaison de contrebande de jeux vidéo du Tiers-monde.
- D'après la pire fin, Alias est considéré comme un mutant et un danger pour le Commonwealth, et avait disparu sans laisser de traces, avant d'être retrouvé et exécuté. Tangier a survécu à sa chute, mais personne ne l'a revue depuis lors. Shrike est sans domicile et sans travail, à cause de son apparence étrange et de son instabilité mentale.

Pour obtenir cette dernière fin, le joueur est obligé de tuer tous les alliés et tous les civils qu'il rencontre, et n'accomplir aucun objectif bonus.

### Personnages
Tous trahis par leur mère-patrie, six Super-soldats se sont regroupés pour former « L'Escadron » :
- Molov : tacticien et chef de l'équipe
- Shrike :  expert en moyens de transport, technicien
- Repta : expert en armes lourdes, commando
- Quill : tireur d'élite, commando
- Tangier : agent d'infiltration et de sabotage
- Alias (le joueur) : expert en explosifs, sapeur

Autres personnages :
- Victor Sopot : dictateur du Commonwealth
- Echo : leader de la Red Faction sur Terre

## Système de jeu

### Multijoueur
Le multijoueur est un mode de jeu vaste, qui présente beaucoup de modes de combat en solo ou en équipe. Il est même possible de jouer seul face aux combots ou à quatre sur la même console. Cependant, les règles du mode de combat sont propres au choix du joueur. Il y a 8 modes différents, dont un à débloquer. Les voici :
- match à mort
- match à mort en équipe
- capture du drapeau
- bagman
- bagman en équipe
- dictateur
- arène
- arène en équipe

## Doublage
- Lance Henriksen : Molov
- Jason Statham : Shrike
- Christian Campbell : Alias
- Sherman Howard : Sopot
- Cricket Leigh : Tangier
- Gary Anthony Sturgis : Repta
- Julie Claire : Quill
- David Thomas : Echo